# NGC 1533
NGC 1533 (другие обозначения — ESO 157-3, AM 0408-561, IRAS04088-5614, PGC 14582) — линзообразная галактика (SB0) в созвездии Золотая Рыба. Этот объект входит в число перечисленных в оригинальной редакции «Нового общего каталога».
Галактика NGC 1533 входит в состав группы галактик Dorado.

## Характеристики
NGC 1533 представляет собой галактику на раннем этапе формирования. Она имеет две малых галактики-сателлита. Исследования в 2003 году показали, что её окружает асимметричное кольцо, состоящее из нейтрального водорода.